# Landtagswahlkreis Wien-Umgebung
Der Wahlkreis Wien-Umgebung (Wahlkreis 19) war ein Wahlkreis in Niederösterreich, der den politischen Bezirk Wien-Umgebung umfasste. Bei der Landtagswahl 2008 ging die Österreichische Volkspartei (ÖVP) mit 46,92 % als stärkste Partei hervor. Von den maximal vier zu vergebenden Mandaten konnte die ÖVP zwei und die Sozialdemokratische Partei Österreichs (SPÖ) ein Grundmandat auf sich vereinen.

## Geschichte
Niederösterreich war bis 1992 in vier Wahlkreise unterteilt, wobei der Bezirk Wien-Umgebung zum Landtagswahlkreis Viertel unter dem Wienerwald gehörte. Mit der Landtagswahlordnung 1992 wurde die Zahl der Wahlkreise auf 21 erhöht und der Bezirk Wien-Umgebung zu einem eigenen Wahlkreis erhoben. Nach der Schaffung des Wahlkreises erzielte bei der Landtagswahl 1993 zunächst die SPÖ die relative Mehrheit im Wahlkreis, bereits 1998 wurde die SPÖ jedoch von der ÖVP als stärkste Partei abgelöst. Die ÖVP erzielte seitdem immer die relative Mehrheit. Ursprünglich wurden im Wahlkreis Wien-Umgebung drei Grundmandate vergeben, wobei die ÖVP und die SPÖ jeweils ein Grundmandat erzielten. Nachdem 2002 auf Grund des starken Bevölkerungswachstums die Anzahl der Grundmandate auf vier erhöht worden war, erreichten ÖVP und SPÖ bei der Landtagswahl 2003 erneut je ein Mandat, bei der Landtagswahl 2008 konnte die ÖVP zwei Mandate verbuchen, die SPÖ hielt wiederum ihr Mandat.
Mit Auflösung des Bezirkes Wien-Umgebung mit 31. Dezember 2016 wurde auch der Landtagswahlkreis Wien-Umgebung aufgelöst.

## Wahlergebnisse
| Landtagswahlen im Wahlkreis Wien-Umgebung | Landtagswahlen im Wahlkreis Wien-Umgebung | Landtagswahlen im Wahlkreis Wien-Umgebung | Landtagswahlen im Wahlkreis Wien-Umgebung | Landtagswahlen im Wahlkreis Wien-Umgebung | Landtagswahlen im Wahlkreis Wien-Umgebung | Landtagswahlen im Wahlkreis Wien-Umgebung | Landtagswahlen im Wahlkreis Wien-Umgebung | Landtagswahlen im Wahlkreis Wien-Umgebung |
| ----------------------------------------- | ----------------------------------------- | ----------------------------------------- | ----------------------------------------- | ----------------------------------------- | ----------------------------------------- | ----------------------------------------- | ----------------------------------------- | ----------------------------------------- |
| Wahltermin                                | GM                                        |                                           | ÖVP                                       | SPÖ                                       | FPÖ                                       | GRÜNE                                     | FRANK                                     | Sonstige                                  |
| 16. Mai 1993                              |                                           | Stimmenanteile (%)                        | 32,95                                     | 37,90                                     | 13,30                                     | 4,96                                      | -                                         | 10,89                                     |
| 16. Mai 1993                              | 3                                         | Grundmandate                              | 1                                         | 1                                         | 0                                         | 0                                         | -                                         | 0                                         |
| 22. März 1998                             |                                           | Stimmenanteile (%)                        | 34,94                                     | 34,14                                     | 17,54                                     | 7,46                                      | -                                         | 5,92                                      |
| 22. März 1998                             | 2                                         | Grundmandate                              | 1                                         | 1                                         | 0                                         | 0                                         | -                                         | 0                                         |
| 30. März 2003                             |                                           | Stimmenanteile (%)                        | 44,05                                     | 36,89                                     | 5,36                                      | 12,00                                     | -                                         | 1,70                                      |
| 30. März 2003                             | 4                                         | Grundmandate                              | 1                                         | 1                                         | 0                                         | 0                                         | -                                         | 0                                         |
| 9. März 2008                              |                                           | Stimmenanteile (%)                        | 46,92                                     | 27,45                                     | 11,38                                     | 11,56                                     | -                                         | 12,69                                     |
| 9. März 2008                              | 4                                         | Grundmandate                              | 2                                         | 1                                         | 0                                         | 0                                         | -                                         | 0                                         |
| 3. März 2013                              |                                           | Stimmenanteile (%)                        | 43,40                                     | 21,93                                     | 8,50                                      | 12,95                                     | 11,92                                     | 1,30                                      |
| 3. März 2013                              | 4                                         | Grundmandate                              | 1                                         | 0                                         | 0                                         | 0                                         | 0                                         | 0                                         |